# San Luis (Arizona)
San Luis és una població dels Estats Units a l'estat d'Arizona. Segons el cens del 2007 tenia 23.810 habitants.

## Demografia
Segons el cens del 2000, San Luis tenia 15.322 habitants, 3.018 habitatges, i 2.876 famílies La densitat de població era de 223,7 habitants/km².
Dels 3.018 habitatges en un 71,3% hi vivien nens de menys de 18 anys, en un 72,1% hi vivien parelles casades, en un 18,9% dones solteres, i en un 4,7% no eren unitats familiars. En el 3,9% dels habitatges hi vivien persones soles l'1,5% de les quals corresponia a persones de 65 anys o més que vivien soles. El nombre mitjà de persones vivint en cada habitatge era de 4,31 i el nombre mitjà de persones que vivien en cada família era de 4,38.
Per edats la població es repartia de la següent manera: un 35,6% tenia menys de 18 anys, un 12,9% entre 18 i 24, un 34,1% entre 25 i 44, un 13,4% de 45 a 60 i un 4% 65 anys o més.
L'edat mediana era de 26 anys. Per cada 100 dones de 18 o més anys hi havia 144,6 homes.
La renda mediana per habitatge era de 22.966 $ i la renda mediana per família de 22.368 $. Els homes tenien una renda mediana de 20.770 $ mentre que les dones 14.149 $. La renda per capita de la població era de 5.377 $. Aproximadament el 36,3% de les famílies i el 35,8% de la població estaven per davall del llindar de pobresa.

## Poblacions més properes
El següent diagrama mostra les poblacions més properes.